# Vic Silayan
Victor Payumo Silayan (Gapan, 31 januari 1929 – 30 augustus 1987), beter bekend als Vic Silayan, was een Filipijns acteur. Hij speelde rollen in meer dan 300 films. Silayan werd het meest bekend door zijn rollen in 'Kisapmata' (1981) en 'Karnal' (1983).

## Biografie
Victor Silayan werd geboren op 31 januari 1929 in Gapan in de Filipijnse provincie Nueva Ecija. Hij volgde middelbaar schoolonderwijs aan de Nueva Ecija High School. Gedurende de Tweede Wereldoorlog, toen hij al in Manilla woonde, raakte Silayan ernstig gewond toen een vliegtuigbom vlakbij hem neerkwam. In 1951 voltooide Silayan een Bachelor of Arts-opleiding aan de Ateneo de Manila University. Nadien begon hij zijn carriere als acteur. Hij acteerde in toneelstukken vanaf 1953 ook in films, toen hij toen regisseur Lamberto Avellana werd gecast voor een rol als kapitein van de Philippine Constabulary in de film 'Huk sa Bagong Pamumuhay'. Het was het begin van een carrière waarin hij rollen speelde in meer dan 300 films en veelal speelde Silayan daarin de bad guy. Hij werd bijvoorbeeld vaak gevraagd voor de rol van Japanse officier in de Tweede Wereldoorlog. Het grootste deel van de films waarin Silayan speelde waren Filipijnse films, maar hij acteerde ook in enkele buitenlandse producties. 
Silayan speelde rollen in diverse Filipijnse filmklassiers als 'Anak Dalita', 'Badjao' en 'Malvarosa'. Hij werd echter het meest bekend door zijn rollen in 'Kisapmata' (1981) en 'Karnal' (1983). In 'Kisapmata', een psychologische horrorfilm van regisseur Mike de Leon, speelde Silayan een bezitterige vader en echtgenoot, die uiteindelijk zijn hele familie en zichzelf om het leven brengt na een conflict met zijn zwangere dochter. In 'Karnal', een film onder regie van Marilou Diaz-Abaya speelt Silayan de rol van Gusting, de (schoon)vader van een pasgetrouwd stel, een erg wrede man die zich misdraagt door onder andere incest en moord te plegen. 
Silayan werd in zijn carrière 9 maal genomineerd voor een FAMAS Award, een van de belangrijkste filmprijzen in de Filipijnen. Hij won eenmaal een FAMAS Award voor beste mannelijke bijrol (1984). Verder won hij tweemaal een Gawad Urian Award voor beste acteur (1977 en 1982) en eenmaal een Gawad Urian Award voor beste mannelijke bijrol (1984). Daarnaast won Silayan de prijs voor beste mannelijke bijrol op op het Metro Manila Film Festival in 1977 en die voor beste acteur voor zijn rol in 'Kisapmata' in 1981. In 2007 kreeg hij op de 24e editie van de uitreiking van de Luna Awards (voorheen FAP Awards) postuum een Lamberto Avellana Memorial Award.
Silayan overleed in 1987 op 58-jarige leeftijd aan de gevolgen van een hartaanval. Hij had een zoon en een dochter Chat Silayan. Zijn dochter won de Miss Philippines verkiezingen van 1980 en eindigde in datzelfde jaar als 4e bij de Miss Universe verkiezingen en was ook actrice.